# Shéhérazade
Pour les articles homonymes, voir Shéhérazade (homonymie).
Shérazade ou plus traditionnellement Shéhérazade (arabe : شهرزاد / Šahrazād, adaptation arabe du prénom persan Čihrzād qui signifie « née d'une lignée (pure), bien née », parfois réinterprété comme dérivant de Šahr ville, d'où l'étymologie populaire « née de la ville », « enfant du pays ») est un personnage de fiction et conteuse du livre des Mille et Une Nuits. Elle est l'héroïne du Conte du roi Chahriar et de son frère le roi Chah Zaman. Le noyau de ces histoires est formé par un fondement oral indien assimilé par la Perse antique puis l'Arabie, nommé en persan هزار و یک شب / hazâr-o yek chab.

## Étymologie
En persan Shér (fille du Roi) et Zad (née) veut dire la « née fille du Roi » qui signifie « princesse », l’origine persane étant un trait majoritaire de tous les noms de personnes et de lieux mentionnés dans Les Mille et Une Nuits.

## Résumé
Il était une fois deux rois qui étaient frères. Ils régnaient tous deux avec sagesse, l'un sur le royaume de l'Est et l'autre sur celui de l'Ouest. L'aîné des deux frères, le roi Schahriar, demanda à ce que son grand vizir escorte son frère, Schahzenan, jusqu'à son royaume, car il lui manquait terriblement. Le frère du sultan des Indes, Schahzenan, alors sultan de Samarcande, accepte et prépare son départ. Le soir, arrivé au campement du grand vizir posté hors des murailles de Samarcande, le roi se rend compte qu'il a oublié chez lui un objet. Il revient donc dans son palais la nuit et découvre sa femme, Dinah, endormie dans les bras d'un esclave. Fou de colère, il les tue en secret et les jette par dessus les remparts. Il revient au campement et se rend chez son frère. Là-bas, en proie à une terrible mélancolie, Schahzenan refuse l'invitation de son frère à aller chasser. Mais depuis les jalousies des fenêtres du pavillon des invités, le sultan de Samarcande aperçoit la sultane des Indes dans les jardins du palais, tromper Schahriar son époux, avec ses esclaves. Résolu à mettre fin à sa tristesse en constatant que son frère lui aussi est trompé, Schahzenan finit par en faire l'amère confidence à Schahriar. Celui-ci veut vérifier s'il a dit vrai et que toutes les femmes sont infidèles. Le lendemain, il annonce alors qu'il part à la chasse et revient au palais en compagnie de son frère. Schahriar se cache derrière une fenêtre où il voit son épouse le trompant en compagnie d'esclaves. Une fois son frère reparti pour Samarcande, Schahriar fait étrangler son épouse et prend lui-même un sabre pour ôter la vie à tous ses serviteurs. Puis il décide que chaque soir, il se mariera avec une vierge, passera la nuit avec elle et la fera exécuter au matin pour se prémunir contre son infidélité future. Cela dure depuis trop longtemps quand Shéhérazade, la fille du grand vizir, se porte volontaire pour se marier avec le sultan des Indes. Après son mariage avec Schahriar, le soir venu, Shéhérazade raconte une histoire palpitante au sultan grâce au recours de sa petite sœur Dinarzade, qu'elle fait inviter dans la chambre nuptiale sous le prétexte de lui dire au revoir, dans le seul but de s'endormir près d'elle et que la jeune sœur la réveille sans faute une heure avant l'aube. Son époux veut alors tellement connaître la suite qu'il laisse la vie sauve à Shéhérazade au matin de la première nuit. Chaque nuit suivante, Shéhérazade poursuit l'histoire de la veille ou en commence une nouvelle en les reliant les unes aux autres. Ce stratagème dure pendant mille et une nuits, au bout desquelles le sultan abandonne sa terrible résolution d'assassiner son épouse au matin et décide de garder Shéhérazade auprès de lui pour toujours, ayant reconnu ses qualités de cœur et d'esprit.

## Dans la culture

### Littérature
- Les Mille et Une Nuits sont aussi un exemple souvent cité du procédé de mise en abyme, car il raconte l'histoire de Shéhérazade, qui raconte l'histoire d'un personnage qui parfois va conter quelque chose à son tour.
- Shérazade, 17 ans, brune, frisée, les yeux verts, roman de Leïla Sebbar, 1982.

### Cinéma et films
- 1963 : Shéhérazade de Pierre Gaspard-Huit avec Anna Karina
- 1970 : Shéhérazade de Pierre Badel avec Claude Jade
- 2018: Shéhérazade de Jean-Bernard Marlin

### Danse
- Shéhérazade, ballet de Diaghilev.
- Shéhérazade : Les Mille et une Nuits, comédie musicale de Félix Gray

### Musique
- Rimsky-Korsakov a écrit un poème symphonique, et Maurice Ravel trois poèmes pour voix et orchestre avec ce matériau comme source d'inspiration. Moins connue est l'évocation du personnage par Karol Szymanowski dans l'une des pièces de ses Masques.
- Shéhérazade de Maurice Ravel
- Shéhéreazade d'André Hossein
- Shéhérazade : Shéhérazade and others stories, album du groupe de Rock progressif Renaissance